# Orden de San Carlos (México)
La Imperial Orden de San Carlos fue la única orden de caballería mexicana exclusivamente para damas y la primera condecoración que se concedió a las mujeres en México.

## Historia

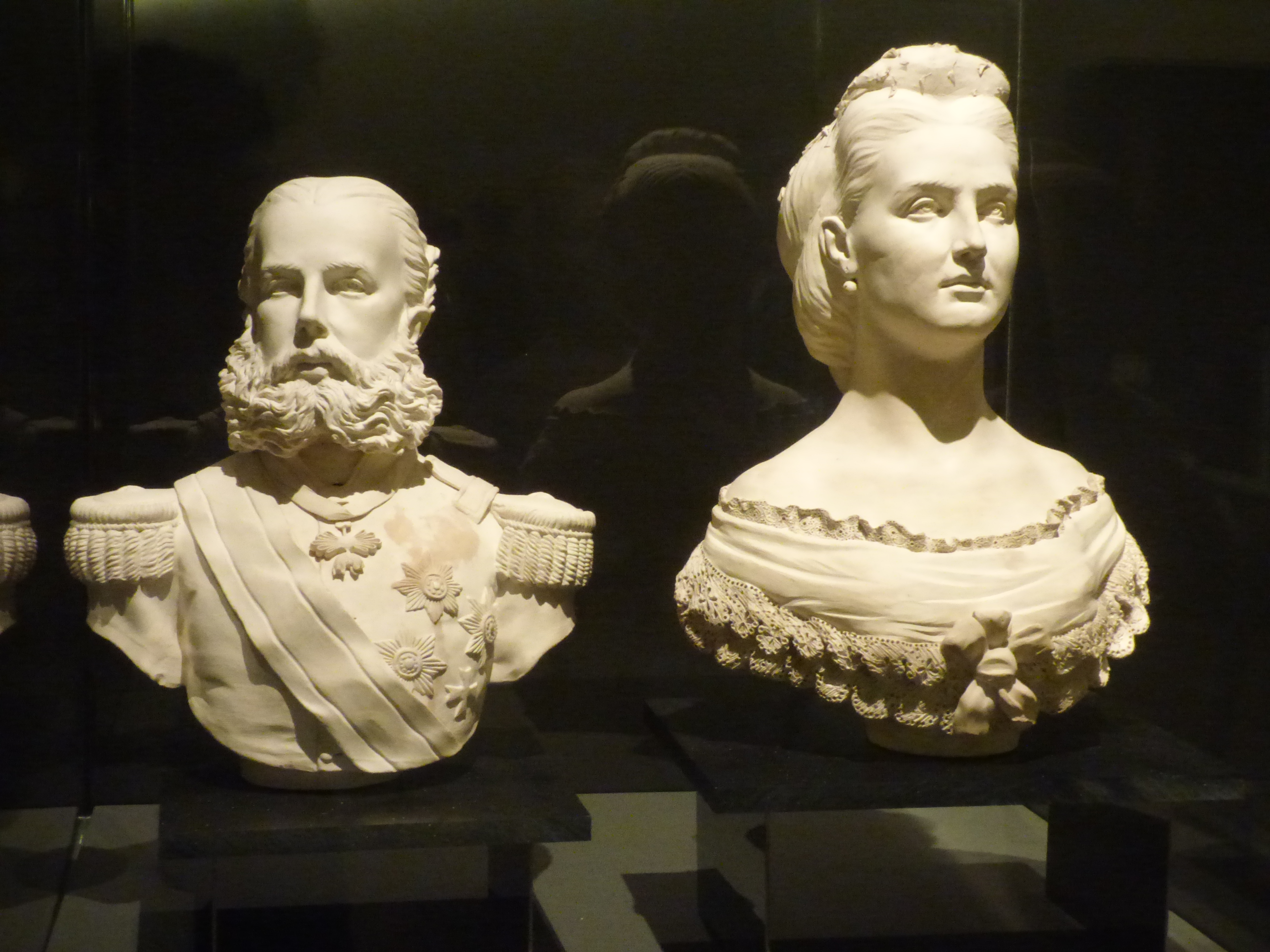
Esculturas en yeso del emperador Maximiliano y la emperatriz Carlota, grandes maestres de la orden, en el Museo Soumaya.

La Imperial Orden de San Carlos fue creada por decreto del emperador Maximiliano el 10 de abril de 1865 como una condecoración para premiar los méritos femeninos, fue encabezada conjuntamente por el emperador y la emperatriz Carlota, la orden fue fundada bajo el patrocinio de San Carlos Borromeo, santo patrón de la emperatriz, y costaba de dos clases, la Gran Cruz destinada a 24 señoras mexicanas y en el extranjero únicamente a soberanas y princesas de familias reinantes, y la Cruz o Pequeña cruz destinada en número ilimitado tanto en México como en el extranjero.
La condecoración se otorgaba por méritos en el campo de la instrucción, y actos de abnegación, caridad y desprendimiento, así como cualquier otro que hubiera resultado considerable por sus grandes maestres.

## Miembros notables

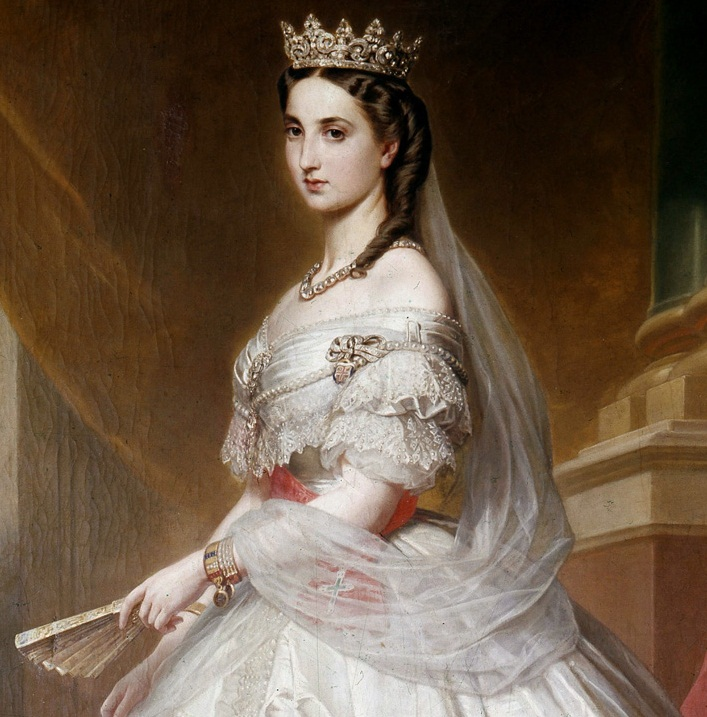
La emperatriz Carlota, con la banda roja de la Orden de San Carlos y el lazo de la orden de la cruz resplandeciente de Austria por Albert Gräfle

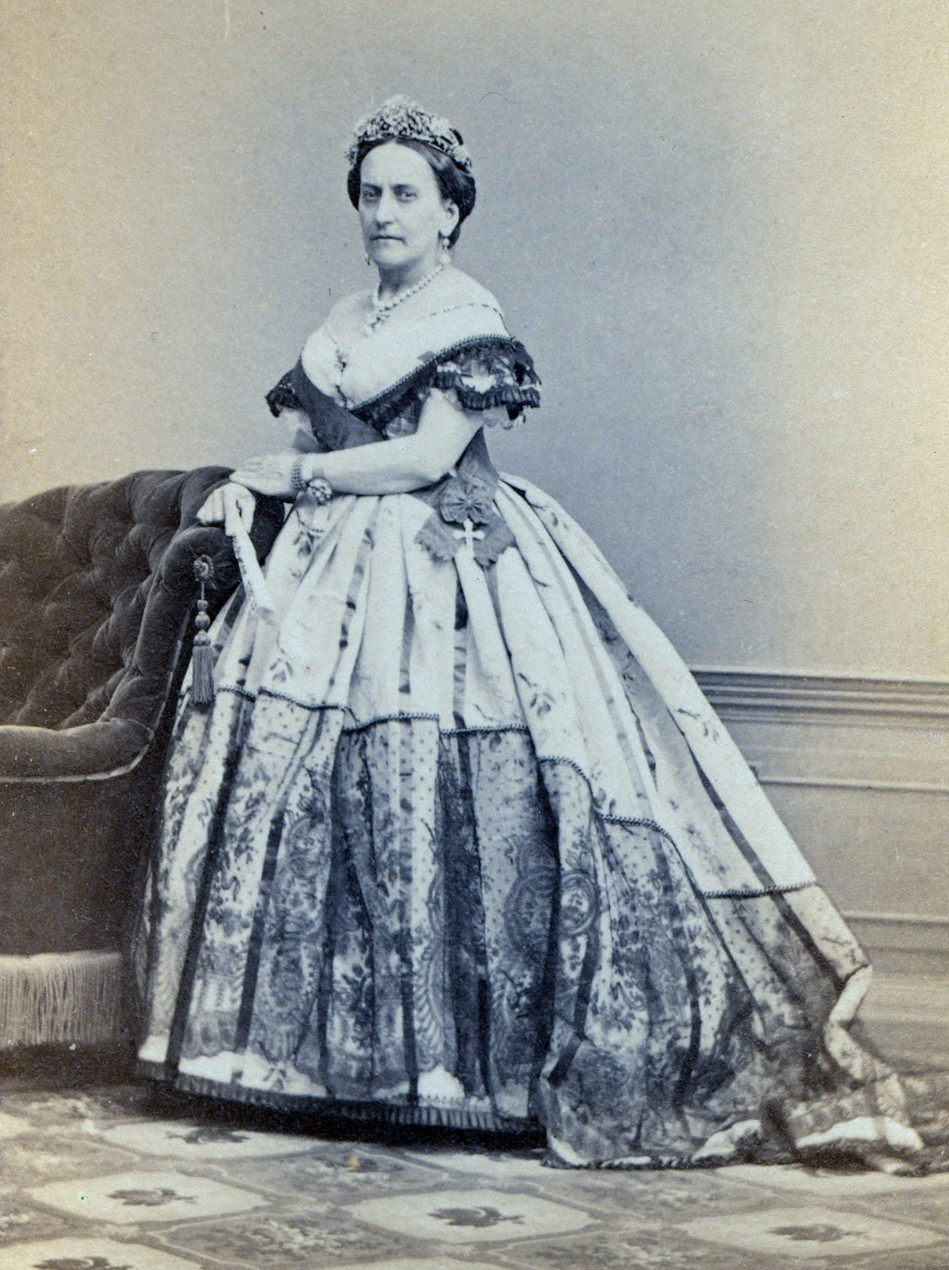
La princesa Josefa de Iturbide usando la gran cruz de la orden de San Carlos